# Domnino de Salónica
Domnino (en griego: Δομνίνος, en latín: Domninus; siglos III-IV) fue un santo y mártir griego cristiano primitivo del siglo IV,  que murió durante el reinado del emperador romano Maximiano.
Su memoria es honrada en la Iglesia Ortodoxa Oriental el 1 de octubre, mientras que en la Iglesia católica se honra su memoria el 30 de marzo.

## Biografía
Nació en el siglo III en la ciudad de Salónica, entonces en el Imperio Romano, en una familia de cristianos.
Más tarde, él mismo predicó el cristianismo en Salónica y llevó una vida justa.
Cuando el emperador Galerio (305-311) llegó a Salónica para construir un palacio en la ciudad, Domnino fue arrestado por orden del emperador por su fe cristiana y se le ofreció adorar a los dioses paganos. Después de que se negó, el emperador ordenó que le cortaran las piernas a la altura de las rodillas. Domnino vivió una semana, luego murió.